# Deuxième tour des éliminatoires de la zone Asie-Océanie de la Coupe du monde de football 1978
Le tour final de la zone Asie compte les 5 vainqueurs du premier tour : la Corée du Sud, le Koweït, l'Iran, Hong Kong et l'Australie. Chaque équipe rencontre les autres équipes lors de matchs aller et retour. C'est l'Iran qui termine en tête et invaincu, et qui se qualifie ainsi pour la première fois pour la phase finale de la Coupe du monde.
| Rang | Équipe       | Pts | J | G | N | P | Bp | Bc | Diff |  | Résultats    |     |     |     |     |     |
| ---- | ------------ | --- | - | - | - | - | -- | -- | ---- |  | ------------ | --- | --- | --- | --- | --- |
| 1    | Iran         | 14  | 8 | 6 | 2 | 0 | 12 | 3  | +9   |  | Iran         |     | 2-2 | 1-0 | 1-0 | 2-0 |
| 2    | Corée du Sud | 10  | 8 | 3 | 4 | 1 | 12 | 8  | +4   |  | Corée du Sud | 0-0 |     | 1-0 | 0-0 | 5-2 |
| 3    | Koweït       | 9   | 8 | 4 | 1 | 3 | 13 | 8  | +5   |  | Koweït       | 1-2 | 2-2 |     | 1-0 | 4-0 |
| 4    | Australie    | 7   | 8 | 3 | 1 | 4 | 11 | 8  | +3   |  | Australie    | 0-1 | 2-1 | 1-2 |     | 3-0 |
| 5    | Hong Kong    | 0   | 8 | 0 | 0 | 8 | 5  | 26 | -21  |  | Hong Kong    | 0-2 | 0-1 | 1-3 | 2-5 |     |

| 19 juin 1977 | Hong Kong | 0 - 2 | Iran                      | Hong Kong Stadium, Hong Kong                |                                             |
|              |           |       | Kazerani 22e · Jahani 77e | Spectateurs : 28 000 Arbitrage : M. Gussoni | Spectateurs : 28 000 Arbitrage : M. Gussoni |

| 26 juin 1977 | Hong Kong | 0 - 1 | Corée du Sud   | Hong Kong Stadium, Hong Kong |                        |
|              |           |       | Buteur inconnu | Arbitrage : M. Biwersi       | Arbitrage : M. Biwersi |

| 3 juillet 1977 | Corée du Sud | 0 - 0 | Iran | Pusan                                     |
|                |              |       |      | Spectateurs : 45 000 Arbitrage : M. Foote |

| 10 juillet 1977 | Australie                     | 3 - 0 | Hong Kong | Adelaide                           |                                    |
|                 | Kosmina 27e, 84e · Barnes 46e |       |           | Arbitrage : M. Walter Hungerbühler | Arbitrage : M. Walter Hungerbühler |

| 14 août 1977 | Australie | 0 - 1 | Iran        | Stade olympique, Melbourne                 |                                            |
|              |           |       | Rowshan 68e | Spectateurs : 17 000 Arbitrage : M. Wohrer | Spectateurs : 17 000 Arbitrage : M. Wohrer |

| 28 août 1977 | Australie        | 2 - 1 | Corée du Sud    | Sports Ground, Sydney                     |                                           |
|              | Kosmina 63e, 75e |       | Cha Bum-Kun 23e | Spectateurs : 9 000 Arbitrage : M. Keizer | Spectateurs : 9 000 Arbitrage : M. Keizer |

| 2 octobre 1977 | Hong Kong     | 1 - 3 | Koweït                        | Hong Kong Stadium, Hong Kong |                         |
|                | Chung Cho-wai |       | Al-Dakheel · Bo-Homod · Yacob | Arbitrage : M. Martinez      | Arbitrage : M. Martinez |

| 9 octobre 1977 | Corée du Sud     | 1 - 0 | Koweït | Séoul                 |                       |
|                | Park Sung-in 59e |       |        | Arbitrage : M. Ciacci | Arbitrage : M. Ciacci |

| 16 octobre 1977 | Australie  | 1 - 2 | Koweït                           | Sports Ground, Sydney  |                        |
|                 | Rooney 83e |       | Kamil 42e (pen.) · Aziz Saud 49e | Arbitrage : M. Vautrot | Arbitrage : M. Vautrot |

| 23 octobre 1977 | Corée du Sud | 0 - 0 | Australie | Séoul                                        |
|                 |              |       |           | Spectateurs : 30 000 Arbitrage : M. Eriksson |

| 28 octobre 1977 | Iran       | 1 - 0 | Koweït | Ayramehr Stadium, Téhéran                   |                                             |
|                 | Jahani 48e |       |        | Spectateurs : 110 000 Arbitrage : M. Thomas | Spectateurs : 110 000 Arbitrage : M. Thomas |

| 30 octobre 1977 | Hong Kong                                 | 2 - 5 | Australie                                                | Hong Kong Stadium, Hong Kong              |                                           |
|                 | Tang Hung Cheong 66e · Chung Chor Wai 80e |       | Ollerton 18e, 21e, 27e · Abonyi 59e (pen.) · Bennett 86e | Spectateurs : 8 000 Arbitrage : M. Ponnet | Spectateurs : 8 000 Arbitrage : M. Ponnet |

| 5 novembre 1977 | Koweït                | 2 - 2 | Corée du Sud                  | Koweit City           |                       |
|                 | Al-Dhakeel · Bouabbas |       | Cha Bum-kun · Chor Chong-doek | Arbitrage : M. Dubach | Arbitrage : M. Dubach |

| 11 novembre 1977 | Iran             | 2 - 2 | Corée du Sud          | Ayramehr Stadium, Téhéran                     |                                               |
|                  | Rowshan 55e, 57e |       | Lee Yung Moo 28e, 88e | Spectateurs : 80 000 Arbitrage : M. Partridge | Spectateurs : 80 000 Arbitrage : M. Partridge |

| 12 novembre 1977 | Koweït                                          | 4 - 0 | Hong Kong | Koweit City           |                       |
|                  | Al-Dhakeel 3e, 17e · Al-Anbari 45e · Kameel 80e |       |           | Arbitrage : M. Victor | Arbitrage : M. Victor |

| 18 novembre 1977 | Iran                          | 3 - 0 | Hong Kong | Ayramehr Stadium, Téhéran                |                                          |
|                  | Jahani 3e, 35e · Kazarani 19e |       |           | Spectateurs : 50 000 Arbitrage : M. Raus | Spectateurs : 50 000 Arbitrage : M. Raus |

| 19 novembre 1977 | Koweït         | 1 - 0 | Australie | Koweit City                               |                                           |
|                  | Al-Dhakeel 51e |       |           | Spectateurs : 25 000 Arbitrage : M. Bucek | Spectateurs : 25 000 Arbitrage : M. Bucek |

| 25 novembre 1977 | Iran       | 1 - 0 | Australie | Ayramehr Stadium, Téhéran                       |                                                 |
|                  | Jahani 44e |       |           | Spectateurs : 100 000 Arbitrage : M. Kitabdjian | Spectateurs : 100 000 Arbitrage : M. Kitabdjian |

| 3 décembre 1977 | Koweït         | 1 - 2 | Iran                     | Al Kuwait Club, Koweit City                 |                                             |
|                 | Al-Dhakeel 14e |       | Fariba 48e · Kharibi 59e | Spectateurs : 22 000 Arbitrage : M. Malcolm | Spectateurs : 22 000 Arbitrage : M. Malcolm |

| 4 décembre 1977 | Corée du Sud       | 5 - 2 | Koweït             | Pusan                   |                         |
|                 | Buteurs inconnus , |       | Buteurs inconnus , | Arbitrage : M. Aldinger | Arbitrage : M. Aldinger |